# Kserokámpi
Kserokámpi (Kserokampi) är en ort i Grekland.   Den ligger i prefekturen Messenien och regionen Peloponnesos, i den södra delen av landet, 180 km sydväst om huvudstaden Aten. Kserokámpi ligger 86 meter över havet och antalet invånare är 279.
Terrängen runt Kserokámpi är varierad. Havet är nära Kserokámpi åt sydväst. Runt Kserokámpi är det ganska tätbefolkat, med 214 invånare per kvadratkilometer. Närmaste större samhälle är Kalamata, 2,5 km söder om Kserokámpi. 